# 美詩える
美詩 える（みし える、1953年11月10日 - ）は、主に1970年代に活動していた歌手、タレント。元宝塚歌劇団花組の男役。
本名：根岸 裕子。神奈川県横浜市出身。公称していた身長は162cm（1975年当時）。ニックネームはクペ。かつて所属していた事務所は「ミュージックポスト」（1975年当時）。

## 来歴・人物
父は俳優、漫才師の南道郎。4人きょうだいの第2子だが、母親が同じなのは兄だけで、二人の妹は共に母親が異なる（長妹は父の2回目の結婚の時の、次妹は3回目の結婚の時の子）。次妹（三女）は劇団東俳に所属していたタレント・根岸未来。6歳の時からモダンバレエをやっており、コンクールには常に出場を決め、小学5年生の時には文部大臣賞を受賞している。小学生時代、将来なりたかった職業は薬剤師、医師だったという。
1969年、宝塚音楽学校入学。
1971年、宝塚歌劇団に57期生として入団。入団時の成績は12番。花組公演「花は散る散る／ジョイ!」で初舞台。
1972年、花組に配属。同年より関西テレビ『ザ・タカラヅカ』に「バンビーズ」の一員として出演。
1973年6月29日付で宝塚歌劇団を退団。
退団後はラジオのDJとして独立し、主に大阪を中心に活動。独立のきっかけを与えたとされている関西テレビディレクターの林宏樹は、この当時の当人の印象として「素直さと頭の回転の速さがあるが、人一倍感受性が強いために宝塚ではどうかなと思っていたが、あのナイーブさが生きてくれば、彼女の世界は無限だと思う」と話し、独立するにあたって友人らに紹介したという。
その後フォークコンサートの司会をしていた時に知り合った諸口あきらやフォークグループの三輪車らに「音楽の才能があるから」として勧められ、フォークソングのシンガーソングライターに転身。1975年2月21日、自ら作詞・作曲したシングル『おとずれ』（ポリドール）で歌手デビュー。この曲は、小説や漫画の主人公になり切って作ったという。この曲はまず大阪から人気が出て、その後全国区へ広がっていったとされている。
ラジオでの活動も、大阪中心から『笑福亭鶴光のオールナイトニッポン』（ニッポン放送）の初代アシスタントなど全国区の番組にもレギュラー出演。
得意なスポーツは水泳で、特級の腕前があったとのこと。趣味は映画を観ること、寝ること。また、小学生の頃から散文的な詩を書きためており、1975年の時点で200を超える詩集があったとのこと。人生の哲学者のようなもの、メルヘン的な夢を綴ったものが多いと紹介されている。

## ディスコグラフィー

### シングル
| 発売日        | レーベル   | 面 | タイトル | 作詞     | 作曲     | 編曲       | 品番       |
| ------------- | ---------- | -- | -------- | -------- | -------- | ---------- | ---------- |
| 1975年2月21日 | ポリドール | A  | おとずれ | 美詩える | 美詩える | 森岡賢一郎 | EP:DR-1917 |
| 1975年2月21日 | ポリドール | B  | 恋人達   | 田川昭夫 | 山崎稔   | 山崎稔     |            |

（）

## 出演

### ラジオ
- (秘)の話はあのねのね（ラジオ大阪）[2]
- サウンド・サウンド日曜版（ラジオ大阪）[2]
- 明治の明治のハイハイハイ（ニッポン放送、あいざき進也と共演）[2]
- 笑福亭鶴光のオールナイトニッポン（ニッポン放送、初代アシスタント）
- シャナナぎんざ 何がなんだか若ラジオ（ニッポン放送、1975年4月〜1976年10月2日）

### テレビ
- もしもし松鶴です（KBS京都）[1]